# OGT
Order of Good Templars (Godtemplarorden) var en amerikansk nykterhetsorden bildad 1851 i Utica, New York av två tempel (loger) inom Jerikos riddare.
Bland initiativtagarna fanns James N Backus och Wesley Bailey. OGT ville med sitt namn visa att man ansåg sina loger vara bättre än templen inom Jerikos riddare, som man troligtvis lämnade på grund av missnöje med ritualen. 
OGT:s motto var "Vänskap, hopp och välgörenhet" (Friendship, Hope and Charity).
I sina stadgar skrev OGT in att det krävdes tio lokala loger för att kunna bilda en nationell överbyggnad, en s.k. storloge. Detta mål uppnåddes med råge redan det första året.  
I juli 1852 samlades representanter för fjorton loger, till en konferens i Syracuse, för att bilda en storloge. 

Men av någon anledning lämnade två män, Levrett Coon och T S Truair mötet missnöjda.
Coon bildade den 20 juli Independent Order of Good Templars (IOGT) i Fayetteville i Oneida County.